# Кучешки бой (филм, 1894)
„Кучешки бой“ (на английски: Dogs Fighting) е американски късометражен документален ням филм от 1894 година, заснет от режисьора и продуцент Уилям Кенеди Диксън в лабораториите на Томас Едисън в Ню Джърси.